# Chambre des représentants de Rhode Island
 (août 2023).
La mise en forme du texte ne suit pas les recommandations de Wikipédia : il faut le « wikifier ».
Les points d'amélioration suivants sont les cas les plus fréquents. Le détail des points à revoir est peut-être précisé sur la page de discussion.
- Les titres sont pré-formatés par le logiciel. Ils ne sont ni en capitales, ni en gras.
- Le texte ne doit pas être écrit en capitales (les noms de famille non plus), ni en gras, ni en italique, ni en « petit »…
- Le gras n'est utilisé que pour surligner le titre de l'article dans l'introduction, une seule fois.
- L'italique est rarement utilisé : mots en langue étrangère, titres d'œuvres, noms de bateaux, etc.
- Les citations ne sont pas en italique mais en corps de texte normal. Elles sont entourées par des guillemets français : « et ».
- Les listes à puces sont à éviter, des paragraphes rédigés étant largement préférés. Les tableaux sont à réserver à la présentation de données structurées (résultats, etc.).
- Les appels de note de bas de page (petits chiffres en exposant, introduits par l'outil «  Source ») sont à placer entre la fin de phrase et le point final[comme ça].
- Les liens internes (vers d'autres articles de Wikipédia) sont à choisir avec parcimonie. Créez des liens vers des articles approfondissant le sujet. Les termes génériques sans rapport avec le sujet sont à éviter, ainsi que les répétitions de liens vers un même terme.
- Les liens externes sont à placer uniquement dans une section « Liens externes », à la fin de l'article. Ces liens sont à choisir avec parcimonie suivant les règles définies. Si un lien sert de source à l'article, son insertion dans le texte est à faire par les notes de bas de page.
- La présentation des références doit suivre les conventions bibliographiques. Il est recommandé d'utiliser les modèles {{Ouvrage}}, {{Chapitre}}, {{Article}}, {{Lien web}} et/ou {{Bibliographie}}. Le mode d'édition visuel peut mettre en forme automatiquement les références.
- Insérer une infobox (cadre d'informations à droite) n'est pas obligatoire pour parachever la mise en page.

Pour une aide détaillée, merci de consulter Aide:Wikification.
Si vous pensez que ces points ont été résolus, vous pouvez retirer ce bandeau et améliorer la mise en forme d'un autre article.
La Chambre des représentants de Rhode Island est la chambre basse de l'Assemblée générale du Rhode Island, la législature de l'État américain de Rhode Island, la chambre haute étant le Sénat du Rhode Island. Il est composé de 75 membres, élus pour un mandat de deux ans dans 75 districts de population égale. La Chambre se réunit au Rhode Island State Capitol à Providence.

## Gouvernance de la Chambre
Le Président de la Chambre préside la Chambre des représentants. Le président est élu par le groupe parlementaire du parti majoritaire, suivi de la confirmation de l'ensemble de la Chambre par l'adoption d'une résolution. En plus de présider l'organe, le président est également le principal poste de direction et contrôle le flux de la législation. D'autres leaders à la Chambre, tels que les leaders de la majorité et de la minorité, sont élus par les caucus de leurs partis respectifs en fonction de la force de leur parti à la chambre.

### Officiers élus de l'Assemblée
| Position                              | Représentant d'État    | Parti politique | District d'élection |
| ------------------------------------- | ---------------------- | --------------- | ------------------- |
| Président de la Chambre               | Joe Shekarchi          | Dém             | 23                  |
| Chef de la majorité                   | Christophe Blazejewski | Dém             | 2                   |
| Whip majoritaire                      | Catherine Kazarian     | Dém             | 63                  |
| Vice-président                        | Raymond Hull           | Dém             | 6                   |
| Whip adjoint de la majorité           | Mia Ackerman           | Dém             | 45                  |
| Président du caucus majoritaire       | Grâce Diaz             | Dém             | 11                  |
| Intervenant Pro Temporé               | Brian Patrick Kennedy  | Dém             | 38                  |
| Gestionnaire d'étage majoritaire      | Jay Edwards            | Dém             | 70                  |
| Chef de la minorité                   | Michel Chippendale     | Rep             | 40                  |
| Fouet minoritaire                     | Place David            | Rep             | 47                  |
| Chef adjoint principal de la minorité | Sherry Robert          | Rep             | 29                  |